# Рудничные устройства защиты от токов утечки
Рудничные устройства защиты от токов утечки — устройства защиты от поражения людей электрическим током, предотвращения пожаров и взрывов при замыкании на землю в низковольтных (до 1200 В) сетях электроснабжения с изолированной нейтралью подземных разработок угольных и горнодобывающих предприятий.

## Обоснование применения
Несмотря на широкое использование в подавляющем большинстве в низковольтных (до 1000 В) промышленных и бытовых сетях систем электроснабжения с заземлённой нейтралью, в подземных выработках согласно ПБ применение таких систем строго запрещено в связи с тем, что замыкание на землю в таких сетях (при их правильном проектировании и исполнении) хотя и отключается очень быстро, но сопровождается электрической дугой и искрами, что может спровоцировать пожары и взрывы, поскольку в подземных разработках часто наблюдается выделения рудничного газа (в основном это метан, иногда — пропан, бутан), а также присутствует пыль, склонная к взрывам (например угольная пыль).
При этом ПБ (правила безопасности) предписывается выполнять сети электроснабжения подземных выработок только и с изолированной нейтралью, замыкания на корпус в которых не вызывают появления искр и электрической дуги (в связи с малостью токов замыкания на землю в сети с изолированной нейтралью). Вместе с тем сети с изолированной нейтралью также не лишены недостатков:
- поскольку замыкания одной фазы на корпус (на землю) не сопровождается большими токами, то такое повреждение не вызовет изменение режима и срабатывание защитной аппаратуры, при этом повреждённый участок может находиться в эксплуатации длительное время
- при повреждении изоляции одной из фаз напряжение неповреждённых фаз, относительно земли, возрастёт до линейного (примерно в 1,73 раза) и прикосновении человека к этой фазе его тело окажется под линейным напряжением; при этом в шахте обычно наблюдается высокая влажность, кроме того человек, находящийся в подземной выработке, испытывает повышенное потоотделение, всё это приводит к падению электрического сопротивления его тела. Возросшее до линейного значение напряжение прикосновения и сильное уменьшение электрического сопротивления тела под воздействием внешних факторов может привести к большому току, протекающему через тело и смертельному исходу
- величина тока, протекающего через тело человека в сетях с изолированной нейтралью высокого напряжения (выше 1000 В) и в протяжённых кабельных низковольтных сетях характеризуется не столько активными токами утечек, сколько ёмкостью фаз относительно земли и даже при условии хорошей изоляции в такой сети прикосновение человека к токопроводящей поверхности может привести к смертельному исходу

Исходя из вышеизложенного в подземных выработках необходимо применение системы электроснабжения только с изолированной нейтралью и обязательным применением специальных защитных устройств, в автоматическом режиме контролирующих изоляцию сети и измеряющие токи утечки на землю и при уменьшении сопротивлении изоляции ниже требуемой, а также возрастания тока утечки выше установленной отключающее повреждённый участок, кроме того подобное устройство не должно допускать к включению повреждённый участок сети.
Этим самым устраняются опасные режимы для человека, могущие возникнуть в сети. Влияние ёмкостной составляющей в низковольтной короткой сети не значительно, но если низковольтный защищаемый участок имеет разветвлённую сеть и ёмкостная составляющая может повлиять на тяжесть поражения обслуживающего персонала при прикосновении к токоведущим частям сети; обычно для компенсации ёмкостной составляющей применяют специальные отдельные устройства, которые не входят в конструкцию РУЗТУ (хотя существуют конструкции с совмещёнными реле утечки и устройством компенсации, например АЗАК).

## Принцип действия
Принцип данного устройства заключается в наложении на контролируемую сеть электроснабжения слаботочного оперативного напряжения с частотой, отличной от 50 Гц (наиболее удобным для этих целей является постоянный ток) и создание искусственной нейтрали из трёх балластных комплексных сопротивлений (индуктивностей или активных резисторов); при этом между искусственной нейтралью и землёй (для чего используется специальный выносной заземлитель) включается чувствительный орган (в простейшем случае — электромеханическое реле), при появлении утечки происходит появление между землёй и искусственной нейтралью напряжения нулевой последовательности (смещение нейтрали). При обнаружении повышенных токов утечки на землю производится подача сигнала на расцепитель коммутационного аппарата (например автоматического выключателя), который производит отключение сети. Такой принцип фиксации токов утечки применяется потому-что РУЗТУ должен контролировать токи утечки как при включённой так и при отключённой линии и не допускать включение аппарата (превентивно). Таким образом главное назначение РУЗТУ аналогично УЗО: защита людей от поражения электрическим током, предупреждение пожаров, но при этом в УЗО дифференциальный ток измеряется с помощью специального дифференциального тороидального трансформатора тока.
При этом РУЗТУ не выполняются селективного типа (не отключают только повреждённый участок, отходящий от низковольтого РУ (распределительного устройства) данной ТП): РУЗТУ устанавливается в начале линии около ТП (трансформаторной подстанции) управляет срабатыванием вводного выключателя и при появлении на любом фидере данной сети повышенной утечки происходит отключение всех нагрузок, это связано с тем, что современное горно-шахтное оборудование имеет сильные технологические связи и при отключении хотя бы одного агрегата по цепям взаимных блокировок останавливается весь комплекс. При срабатывании РУЗТУ и отключении вводного автомата обслуживающий персонал производит повторное его включение, а затем производит поочерёдное включение пускателей, установленных на механизмах; при попытке включения пускателя, который питает повреждённый участок произойдёт повторное отключение всех линий по сигналу РУЗТУ. Если учесть, что расстояние от участковой ТП до РП (распределительного пункта) может составлять от 200—500 м и более, то для определения повреждённого участка обслуживающий персонал должен пройти до 1-2 км и более, что требует больших затрат времени и большему простою оборудования. Для убыстрения поиска повреждённого участка в пускателях встраивают блокировочное реле утечки (БРУ), при этом при отключении вводного автомата по сигналу РУЗТУ обслуживающий персонал производит повторную подачу питания, включение повреждённого участка воспрепятствует БРУ данного пускателя, что существенно уменьшает время на поиск повреждённой линии, применение же дистанционного включения вводного выключателя (с РП лавы) ещё более ускорит поиск.

## Дополнительные требования
Согласно ныне действующему ГОСТ 31612-2012, РУЗТУ кроме непрерывного контроля активного тока утечки на землю должны:
- иметь возможность измерять сопротивление сети относительно земли с помощью встроенного омметра
- иметь измерительный ток не более 10 мА
- срабатывать при токе однофазной утечки не более 25 мА с учётом измерительного тока и наибольших ёмкости и напряжения сети
- обладать сопротивлением срабатывания (минимальное значение сопротивление сети относительно земли, при котором должен подаваться сигнал на отключение) устройства защиты сети:
  - 127 В — 3,3 кОм на фазу,
  - 220 В — 10кОм на фазу,
  - 380 В — 10кОм на фазу,
  - 660 В — 30 кОм на фазу,
  - 1140 В — 60 кОм на фазу
- иметь напряжение источника измерительного тока не более напряжения контролируемой сети, предпочтительное значение 100В
- иметь собственное время срабатывания устройства защиты не более (при сопротивлении однофазной утечки 1 кОм) для напряжения:
  - 380, 660 В — не более 0,1 с,
  - 1140 В — не более 0,07 с
- срабатывать при снижении напряжения сети до 0,6 номинального, обусловленное междуфазным перекрытием фаз электрической дугой или перекрытием дуги с фазы на корпус
- снабжено специальной клеммой для подключения дополнительного заземлителя, а также должно иметь отделитель
- иметь устройство ручного контроля
- снабжено устройством запрета включения сети при отключённой защите от токов утечки
- иметь такие характеристики срабатывания, что при прикосновении к токоведущим частям через тело человека не должен пройти заряд более 50 мКл, что может быть достигаться ёмкостной компенсацией или (и) фазным короткозамыкателем
- производить контроль сопротивления сети при даже при отключённом коммутационном аппарате и препятствовать включению сети при пониженном сопротивлении
- иметь измерительный ток при отключённом аппарате не быть более 5 мА; рекомендуемое значение 1 мА
- обладать возвратом в исходное состояние после срабатывания не более чем в 1,5 раза ниже сопротивления срабатывания
- иметь напряжение холостого хода источника измерительного тока при блокировке не меньше 50 В, но не более напряжения сети; рекомендуемое значение 100 В

## Испытание и проверка
РУЗТУ согласно ГОСТ должны подвергаться следующим типам испытаний:
- приёмочные, согласно которым испытываются опытную партию изделий в количестве не менее 5 штук:
  - определение тока однофазной утечки
  - определение электрической прочности изоляции
  - определение измерительного тока
  - определение времени срабатывания при 0,8 от номинального сопротивления срабатывания
  - определение условий срабатывания и возврата в режиме блокировки
  - проверка устойчивости устройства к ложным срабатываниям
  - проверка функции самоконтроля элементов устройства
- приёмосдаточные, которым должно подвергаться каждое устройство после изготовления, объём и нормы приёмосдаточных испытаний определяется техническими условиями на конкретное устройство
- типовые производятся только при изменении конструкции устройства, его принципиальной схемы и др. В программе типовых испытаний предусматривается исследование тех величин, которые могут измениться в результате изменений
- периодические производятся в процессе эксплуатации, объём и нормы испытаний регламентируются соответствующими техническими условиями на конкретный тип устройства, при этом периодические испытания должны проводится не реже, чем раз в 2 года.

## Конструкции
Самыми распространёнными в отечественной практике являются РУЗТУ марок АЗУР (аппарат защиты унифицированный рудничный): АЗУР 1, АЗУР 2, АЗУР 3, АЗУР4, АЗУР 4ПП, АЗУР 4МК (микроконтроллерный). Ранее широко применялись РУЗТУ марок РУВ (разработчик проф. Лейбов Р. М., ДПИ), УАКИ (устройство автоматического контроля изоляции, АЗАК (аппарат защиты и автоматической компенсации) — комбинация из прибора УАКИ и устройства ёмкостной компенсации (производитель — Прокопьевский завод шахтной автоматики).